# Unteres Remstal
Unteres Remstal este o arie protejată (arie de protecție specială avifaunistică — SPA) din Germania întinsă pe o suprafață de 571,42 ha, integral pe uscat.

## Localizare
Centrul sitului Unteres Remstal este situat la coordonatele 48°51′51″N 9°17′39″E / 48.8642°N 9.2942°E.

## Înființare
Situl Unteres Remstal a fost declarat arie de protecție specială avifaunistică în noiembrie 2007 pentru a proteja 12 specii de animale.

## Biodiversitate
Situată în ecoregiunea continentală, aria protejată nu include niciun habitat protejat.
La baza desemnării sitului se află mai multe specii protejate de  păsări (12): pescăruș albastru (Alcedo atthis), buha (Bubo bubo), porumbel de scorbură (Columba oenas), ciocănitoarea de stejar (Dendrocopos medius), ciocănitoare neagră (Dryocopus martius), Falco peregrinus peregrinus, șoimul rândunelelor (Falco subbuteo), muscar-gulerat (Ficedula albicollis), capîntortură (Jynx torquilla), sfrâncioc roșiatic (Lanius collurio), Mergus merganser merganser, ciocănitoare verzuie (Picus canus)